# Никифор II Орсини
Никифо̀р II Орсѝни или Никифор II Дука (на византийски гръцки: Νικηφόρος Β΄ Δούκας) е владетел на Епирското деспотство от 1335 до 1338 г. и отново от 1356 до смъртта си през 1359 г.

## Биография
Никифор II е синът на Йоан II Орсини и Анна Палеологина. След като (както се предполага) майка му отравя баща му през 1335 г., Никифор II наследява престола едва 7-годишен. Анна става негов регент, но не съумява да тушира враждебността на византийския император Андроник III Палеолог, който нахлува в деспотството и присъединява епирската част от Тесалия и през 1336 г. напредва към Янина. Местните албанци се възползват от назрелия спор на юг и нападат византийските владения на север, но през 1337 г. са възпрени от императора.
Андроник III привиква Анна на преговори през 1338 г., но отказва да признае сина ѝ за византийски васал и поставя свои приближени за управници в Епир. Задържайки Анна като заложник, Андроник III урежда брак между Никифор II и Мария Кантакузина, дъщерята на неговия довереник Йоан Кантакузин. Но настроеното против византийците епирско благородничество измъква Никифор от страната и го изпраща в Таранто, в двора на условната латинска императрица Катерина II Валоа, надявайки се това да благоприятства за възвръщането му на престола с анжуйска помощ.
През 1338 г. Катерина отива в Пелопонес, за да се застъпи за интересите си в областта, довеждайки Никифор заедно с нея. Потикнати от Катерина, през 1339 г. епирците в Арта се вдигат на въстание в името на Никифор II и той своевременно е изпратен в Епир. Но Андроник III и Йоан Кантакузин успяват бързо да потушат въстанието и обсаждат Никифор в Томокастрон. Гарантирайки неговата сигурност, Йоан Кантакузин успява да убеди гарнизона да се предаде. След това Никифор е оженен за Мария Кантакузина и удостоен с титлата паниперсеваст. Никифор бива отведен в Константинопол, оставайки под опеката на Кантакузиновия род по време на византийската гражданска война от 1341 – 1347 г. Когато неговият тъст Йоан VI Кантакузин се утвърждава като император, Никифор получава титлата деспот. От 1351 г. той отговаря за управлението на Енос и градовете по пролива Елиспонт (Дарданелите).
Към края на 1355 г., възползвайки се от възобновяването на византийската гражданска война и от смъртта на сръбския цар Стефан Душан, който покорява Епир още през 40-те години на века, Никифор II се завръща в Гърция и събира подкрепления. Възползвайки се и от безпорядъка след смъртта на сръбския управник на Тесалия, Никифор завзема областта през пролетта на 1356 г., след което се отправя към Епир. Той прогонва Душановия брат Симеон Синиша (който се е оженил за Никифоровата сестра Томаиса) и поема властта над градовете и укрепленията в областта.
Въпреки това, провинциалните територии се оказват невъзможни за овладяване, тъй като нахлулите по-рано албански кланове преобладават в региона. За да утвърди властта си и да избегне възмездие от Душановите властели, Никифор II отхвърля съпругата си Мария Кантакузина и се приготвя за женитба с Теодора Срацимир, сестрата на Душановата вдовица Елена, която управлява Душановото царство вместо сина си. Но Мария е придобила известност и доверие сред благородниците, които принуждават съпруга ѝ да я върне. Никифор II встъпва в преговори и с шурея си Симеон Синиша. Скоро след като връща обратно жена си Мария, Никифор II е убит по време на схватка с албанците край р. Ахелой (1359 г.) – виж Битка при Ахелой (1359).

## Семейство
От брака си с Мария Кантакузина, Никифор II Орсини вероятно има поне един син:
- Мануил, който е възможно да се отъждествява с личността на Антоний Кантакузин – монах в Метеора през 1404 г.